# کورو
در ادبیات زبان‌شناسی و نمادشناسی، واژه‌ی کورو (Koro) از ریشه‌های زبانی متعددی سرچشمه می‌گیرد و در بسترهای مختلف فرهنگی، معانی متفاوت اما در عین حال هم‌راستا با مفاهیم زندگی، رشد و هماهنگی به خود گرفته است.
در بسیاری از زبان‌های آسیایی و بومی، واژه‌ی "کورو" مفاهیمی چون زندگی، حرکت درونی، صلح ذهنی و هماهنگی با طبیعت را تداعی می‌کند. این واژه در برخی فرهنگ‌ها به نمادی از تجدید حیات و رشد درونی تعبیر شده و گاه با چرخه‌های طبیعت و بازگشت به ریشه‌ها پیوند خورده است.
در معنای نمادین، کورو را می‌توان سفر درونی انسان به سوی تعادل و آرامش دانست؛ جایی که فرد پس از تجربه‌های بیرونی، دوباره به خود بازمی‌گردد و با خودِ اصیلش روبه‌رو می‌شود. این مفهوم، در روانشناسی مثبت‌گرا و درمان‌های مبتنی بر خودآگاهی، بسیار کاربرد دارد.
اما لازم به ذکر است که واژه‌ی "کورو" در ادبیات پزشکی نیز کاربرد دارد و به یک پدیده‌ی نادر روان‌پزشکی با نام "سندرم کورو" اشاره می‌کند.
این اختلال که عمدتاً در برخی فرهنگ‌های آسیای شرقی مشاهده شده، به ترس بیمارگونه از عقب‌نشینی یا ناپدید شدن اندام تناسلی در بدن مردان گفته می‌شود که با اضطراب شدید و باورهای فرهنگی همراه است.
با این حال، کاربرد واژه‌ی کورو در نام‌گذاری مراکز روانشناسی یا درمانی، معمولاً بر بُعد مثبت، انسانی، آرامش‌بخش و احیاگر آن تاکید دارد و ربطی به مفهوم سندرمی ندارد.
کورو یک اختلال وابسته به فرهنگ است که در DSM-IV توصیف شده است.

## شرح
کورو، اصطلاحی با ریشه ی مالزیایی است که به دوره های اضطرابی ناگهانی ناشی از این احساس که آلت تناسلی مرد (در زن ها مهبل و نوک پستان) چروکیده شده و داخل بدن می رود و احتمالاً موجب مرگ خواهد شد، اشاره دارد. این سندرم در آسیای جنوبی و شرقی گزارش می‌شود و در آنجا با اصطلاحات محلی مختلف نظیر suo yang ، shuk yang ، shook yag (چین)، jinjinia (آسام)، یا rok-joo (تایلند) نامیده می شود.
کورو گاهی در همه گیری های محلی در مناطقی از آسیای شرقی روی می دهد. این تشخیص در ویرایش دوم طبقه بندی چینی اختلالات روانی (CCMD) وارد شده است.